# Eric Bailly
Eric Bertrand Bailly, född 12 april 1994 i Bingerville, är en ivoriansk fotbollsspelare som spelar för Villarreal i La Liga. Han spelar främst som mittback.